# 羽村取水堰
羽村取水堰（はむらしゅすいせき、はむらしゅすいぜき）は、東京都羽村市にある多摩川の堰。正式名称は東京都水道局羽村取水堰。
玉川上水の取水口（水源）で、東京都水道局が管理している。

## 概要
「固定堰」と「仮設堰」（投渡堰、なげわたしぜきと呼ばれる）を組み合わせて構成され、世界でもここだけとされる。
投渡堰とは、固定的な支柱の桁に仮設材として丸太や木の枝を柵状に配置したもので、増水時には桁を上げて仮設材を意図的に多摩川本流に流下させることができる。これは、圧倒的な自然の力に逆らうことなく堰や水門を守り、洪水を回避する目的で設けられたもので、堰が設置された当初からほぼ変わらず現在に至っている。
固定堰と投渡堰の境には、かつて江戸（東京）へ木材を運搬する目的で設けられた筏の通し場が設置されている。
この羽村取水堰から玉川上水土手の約1キロメートルの間は桜の名所でもある。このため東京都水道局は東京水道名所の一つに選定している。
なお、当所には玉川上水の開削に携わった玉川兄弟の銅像が建立されている。

## 経歴
- 1653年（承応2年）4月- 着工。玉川上水は着工当初、国立の青柳、次いで福生の熊川に取水口を設けたが取水に失敗し羽村に設けられる。
- 1653年（承応2年）11月- 羽村-四谷大木戸間開通。
- 1654年（承応3年）- 江戸市中への通水開始。玉川水神社が建立。水神社としては最も古いものの一つ。
- 1721年（享保6年）- 筏通場を設置。大正時代まで利用される。
- 1791年（寛政3年）- 幕府に提出された『上水記』中の「玉川上水水元絵図並諸枠図」に詳細な記録が残る。
- 1900年（明治33年）- 改修。
- 1911年（明治44年）- コンクリート造に改築。
- 1924年（大正13年）- 増築。
- 2014年（平成26年）- 平成26年度土木学会選奨土木遺産に認定[3]。
- 2019年（令和元年）- 令和元年東日本台風により下流側河床が損壊。

## ギャラリー
- 堰によって多摩川から取り込まれた水
- 玉川上水方向を望む
- 大量の水がごうごうと流れる
- 羽村取水管理事務所
- 羽村小作間調圧水槽
- 玉川上水開削に携わった玉川兄弟の像

## 交通アクセス
- JR青梅線羽村駅東口からはむらん羽村西コース「羽村橋」下車のち徒歩2分、羽村駅西口から徒歩10分。
- JR青梅線福生駅から西東京バス小作駅西口行き『羽村堰上』下車。
- JR青梅線小作駅西口から西東京バス福生駅行き『羽村堰上』下車。